# Krešimir Nemec
Krešimir Nemec, hrvaški literarni zgodovinar, redni član HAZU, slovenist in urednik, * 29. maj 1953, Županja.

## Življenje
Po končani osnovni šoli in gimnaziji v Zagrebu je študiral primerjalno književnost ter jugoslovanske jezike in književnost. Diplomiral je leta 1977, magistriral 1981, doktoriral pa leta 1985 (Integracija i organizacija diskurzivnog u suvremenoj pripovjednoj prozi). Od leta 1979 je zaposlen na Filozofski fakulteti v Zagrebu. Je predstojnik Katedre za novejšo hrvaško književnost, predava na Katedri za slovenski jezik in književnost. Sodeloval je s številnimi univerzami v tujini: Ljubljana, Graz, Budimpešta, Pečuh, Berlin, Göttingen, Pariz, Hamburg. V letih od 1986–1988 je predaval hrvaški jezik in književnost na Univerzi v Bochumu, leta 1999 na Humboldtovi univerzi v Berlinu, 2004–2005 pa v Celovcu.

## Delo
Ukvarja se s preučevanjem novejše hrvaške književnosti, prav tako pa tudi s slovensko književnostjo. Za tisk je priredil številna dela hrvaških piscev (Josip Kozarac, August Šenoa, Ante Kovačić, Ivo Andrić, Miroslav Krleža, Marija Jurić Zagorka, Vladan Desnica, Slobodan Novak). Objavil je več kot sto znanstvenih prispevkov v domačih in tujih književnih publikacijah. Je član Društva hrvaških književnikov, Hrvaškega filološkega društva in uredniškega odbora publikacije Stoletja hrvaške književnosti. Bil je urednik časopisa Most in član uredništva časopisa Encyclopaedia moderna in književnoteoretične biblioteke "L" Zavoda za znanost o književnosti Filozofske fakultete v Zagrebu. Sedaj je v uredništvu časopisov Flumensia in Forum. V hrvaški jezik je priredil Cankarjevo dramo Kralj na Betajnovi. Piše tudi recenzije o slovenski poeziji.
Za svoje delo je bil nagrajen z nagradami:
- Letna državna nagrada za znanost (1999)
- Nagrada Hrvaške akademije znanosti in umetnosti (1999)
- Nagrada Josip in Ivan Kozarac (2003)
- Nagrada Brandemburške akademije znanosti v Berlinu (2004)
- Herderjeva nagrada za književnost na Dunaju (2005)

## Izbrana bibliografija

### Monografije
- Pripovjedanje i refleksija. Osijek: Radničko sveučilište "Božidar Maslarić", Izdavački centar Revija, 1988. (COBISS)
- Med literarno teorijo in zgodovino. Ljubljana: Znanstveni inštitu Filozofske fakultete, 1990.
- Povijest hrvatskog romana od 1900. do 1945. Zagreb: Znanje, 1998. (COBISS)
- Mogučnosti tumačenja. Zagreb: Hrvatska sveučilišna naklada, 2000. (COBISS)
- Hrvatski pripovjedači. Zagreb: Mozaik knjiga, 2001.
- Povijest hrvatskog romana od 1945. do 2000. godine. Zagreb: Školska knjiga, 2003. (COBISS)
- Putovi pored znakova: portreti, poetike, identiteti. Zagreb: Naklada Ljevak, 2006.
- Čitanje grada. Urbano iskustvo u hrvatskoj književnosti. Zagreb: Naklada Ljevak, 2010.

### Uredniško delo
- Leksikon hrvatskih pisaca. Zagreb: Školska knjiga, 2000. (COBISS)
- Umijeće interpretacije; zbornik radova u čast 80. godišnjice rođenja akademika Ive Frangeša. Fališevac, Dunja; Nemec, Krešimir (ur). Zagreb: Matica hrvatska, 2000. (COBISS)
- Ivo Frangeš: Riječ što traje. Fališevac, Dunja; Nemec, Krešimir (ur.). Zagreb: Školska knjiga, 2005 (izabrana djela). (COBISS)

### Delo v slovenskih publikacijah
- Historizam i povijesni roman // Historizem v raziskovanju slovenskega jezika, literature in kulture. Aleksandra Derganc (ur.). Ljubljana: Univerza v Ljubljani, 2002. 619–625. (COBISS)
- Postmodernizam i sonet // Sonet in sonetni venec. Ljubljana: Filozofska fakulteta, Oddelek za slovanske jezike in književnosti, Seminar slovenskega jezika, literature in kulture, 1997. 197–205. (COBISS)
- Znanost o književnosti i novi mediji // Drugo slovensko-hrvaško slavistično srečanje. Vesna Požgaj Hadži (ur.). Ljubljana: Filozofska fakulteta, Oddelek za slavistiko, 2003. 121–124. (COBISS)
- Posoda tvojega imena. Razgledi št. 23 (1993). 37. (COBISS)